# 鎌田義
鎌田 義（かまだ ただし、1974年5月10日 - ）は、兵庫県三原郡緑町（現南あわじ市）出身の元ボートレーサー。登録第3887号。80期
ニックネームは「カマギー」。同期に白井英治、重成一人、平田忠則らがいる。

## 人物
兵庫県立三原高等学校時代に競艇選手を目指し、一度受験したが失敗。高校卒業後は宝石の営業の仕事をしていたが（後述）、阪神・淡路大震災をきっかけに、彼は両親が運営する孤児院を継ぐために、仕事を辞めて専門学校に通い出した。しかし、競艇選手の夢が捨てきれずに再び受験したところ合格。本栖研修所での養成訓練を経て、1997年5月23日地元尼崎競艇場にて開催された一般競走1Rでデビューする。結果は、6コースから2着であった。デビュー1年半後、江戸川競艇場で優勝。その後も同競艇場では好成績を残している事から艇界屈指の江戸川巧者として知られている。また、開会式の選手紹介でのパフォーマンスは有名。

## 来歴
- 兵庫県立三原高等学校卒業
- 1996年4月、第80期選手養成員として本栖研修所に入所。
- 1997年4月24日、選手登録。
- 1997年5月23日から尼崎競艇場で開催された 一般戦初日第1Rでデビュー[2]。3日目第2R・デビュー3走目で初勝利[3]。
- 1998年9月10日から江戸川競艇場で開催された 一般戦で初優出・初優勝[4]。（デビュー1年4ヶ月）
- 2001年1月23日から浜名湖競艇場で開催された G1「第15回新鋭王座決定戦」でG1初出場[5]。（デビュー3年8ヶ月）
- 2001年2月20日から三国競艇場で開催された G1「第44回近畿地区選手権競走」2日目（21日）第1RでG1初勝利[6]。
- 2001年5月15日から浜名湖競艇場で開催された SG「第28回笹川賞」でSG初出場[7]。（デビュー4年0ヶ月）
- 2004年10月2日からびわこ競艇場で開催された G1「モーターボート大賞」でG1初優出、6着[8]。（デビュー7年5ヶ月）
- 2006年12月9日から下関競艇場で開催された 一般戦 最終5日目（13日）優勝戦で勝利。通算21回目の優勝と共に通算500勝を記録[9]。
- 2007年3月16日から平和島競艇場で開催された SG「第42回総理大臣杯」最終日（21日）第8RでSG初勝利[10]。
- 2012年1月12日からボートレース尼崎で開催された G1「開設59周年記念 近松賞」3日目（14日）第1Rで通算1000勝[11]。
- 2012年10月23日からボートレース福岡で開催された SG「第59回ボートレースダービー」でSG初優出、4着[12]。（デビュー15年6ヶ月）
- 2013年4月10日からボートレース大村で開催された G1「開設61周年記念 海の王者決定戦」で8回目の優出にしてG1初優勝[13]。（デビュー15年11ヶ月）
- 2013年7月4日からボートレース津で開催された 一般戦「第33回日刊スポーツちどり杯争奪戦」で通算50回目の優勝を達成[14]。
- 2016年10月16日からボートレース芦屋で開催された 一般戦「日本トーター杯争奪戦」で通算63回目の優勝[15]。現役最後の優勝となった。
- 2017年6月1日、健康上の理由から同日付で選手登録を消除。本人によれば「数年前から頚椎のヘルニアが悪化し、右腕に力が入らないことが増え、普段の生活にも支障をきたすようになった」ことが原因だという[16]。

引退後はボートレーサー養成所入学のための試験対策機関である「カマギーボートレースアカデミー」を兵庫県神戸市内に開設し運営に携わっている。

## エピソード
- 宝石商の営業として就職した鎌田は持ち前のキャラクターで営業の才能を発揮。1年目ながら1億2千万円を売り上げ、一時は月収が70万円に達したこともあった。
- 選手紹介でのパフォーマーとして知られているが、2006年の膝の手術による休養明けの頃から「パフォーマンスをしたいという気持ちが起きてこない」ということで、パフォーマンス無しの普通の挨拶をするようになったが、晩年には再びパフォーマンスをするようになった。2008年の笹川賞では事前に特設サイト内でのインタビューにおいて「パフォーマンスは控えたい(主旨)」との発言をしていたが、実際に選手紹介式ではパフォーマンスをしている。
- 2006年11月から12月までに出場したボートレース丸亀・平和島・江戸川・下関・蒲郡と5節連続で優勝。96年以降6人目の記録となった。
- 2008年の丸亀ダービーのチャリティーTシャツをデザインした。
- 同じ兵庫支部所属の吉川元浩とは釣り仲間。2016年にはタチウオ釣りの大会である「大阪湾タチウオKINGバトル」で、2人揃って決勝に進出するほどの腕前である[17]。また競輪好きでもあり、引退後は競輪場でのトークショーのゲストなどに呼ばれることもある[18]。

## 獲得タイトル

### GI
- 2013年 4月15日 大村61周年（大村競艇場）

### GII
- 2009年 3月15日 第52回 秩父宮妃記念杯（琵琶湖競艇場）

## 戦績
- 出走回数：4646回
- 1着回数：1394回
- 優出回数：195回
- SG優出回数：2回
- G1優出回数：9回
- 優勝回数：63回
- G1優勝回数：1回
- G2優勝回数：1回
- G3優勝回数：3回
- フライング(F)回数：24回
- 出遅れ(L)回数：0回
- 通算勝率：6.82
- 2連対率：51.72
- 3連対率：67.89
- 生涯獲得賞金：613,328,053円